# Edesio
Edesio (in greco antico: Αἰδέσιος?, Aidésios; in latino Aedesius; 280/290 – 355) è stato un filosofo greco antico neoplatonico e un mistico, discepolo di Giamblico.

## Biografia
Nato da una nobile ma non ricca famiglia della Cappadocia nel 280/290 circa, fu mandato dalla famiglia a studiare ad Atene, ma, contro la loro volontà, si dedicò agli studi filosofici. Si trasferì in Siria, attratto dalle lezioni tenute ad Apamea dal filosofo neoplatonico Giamblico, del quale divenne un seguace. Secondo Eunapio, si distinse da Giamblico su alcuni punti connessi alla teurgia e alla magia.
Dopo la  morte di Giamblico, la scuola siriana si disperse, e sembra che Edesio cambiò il proprio pensiero a causa della paura di Costanzo II rifugiandosi, perciò, nella divinazione. Dopo che Sopatro di Apamea, suo condiscepolo e nuovo capo della scuola, fu messo a morte da Costanzo II, Edesio si ritirò a vita privata, facendo il pastore di capre, come descritto da un oracolo in esametri. I suoi discepoli, forse per ridurne le paure al riguardo di alcune interpretazioni della sua teoria poco gradita all'imperatore, fecero pressioni affinché riassumesse la sua filosofia in un manoscritto e tornasse alla vita pubblica.
Dopo aver donato le proprie proprietà in Cappadocia a Eustazio, si stabilì a Pergamo, dove raccolse tra i suoi discepoli Eusebio di Mindo, Massimo di Efeso, Crisanzio, Prisco e il futuro imperatore Giuliano. I doni di Giuliano imbarazzavano non poco Edesio, che lo convinse a studiare sotto i due suoi maggiori discepoli, Crisanzio ed Eusebio, i quali vennero nominati su consiglio di Edesio.
Morì nel 355, lo stesso anno in cui Giuliano divenne Cesare.